# Deloneura immaculata
Deloneura immaculata är en fjärilsart som beskrevs av Henry Trimen 1868. Deloneura immaculata ingår i släktet Deloneura och familjen juvelvingar. IUCN kategoriserar arten globalt som utdöd. Inga underarter finns listade i Catalogue of Life.